# Edinample Castle

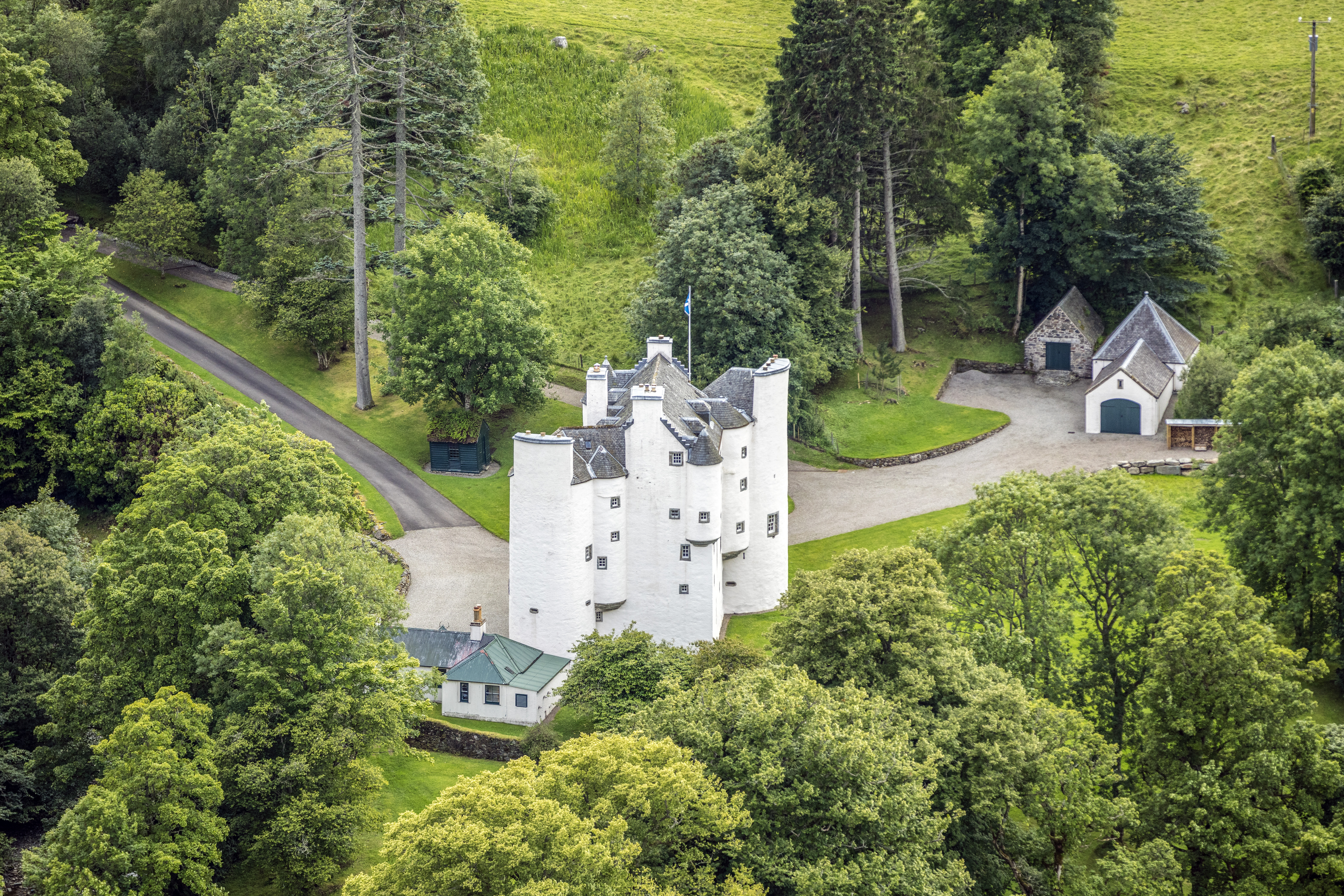
Luftbild von Edinample Castle

Edinample Castle ist eine Burg am Südufer des Loch Earn bei Balquhidder in der schottischen Council Area Stirling.

## Geschichte
Den Wohnturm mit Z-förmigem Grundriss ließ „Black“ Duncan Campbell (Donnchadh Dubh) aus Glen Orchy um 1584 um ein früheres Gebäude errichten. Er steht auf Land, das der Clan Campbell nach ihrer Proskriptionskampagne und folgenden Ächtung des Clan MacGregor erworben hatten. „Black“ Duncan soll den Baumeister vom Dach gestoßen haben, zum Teil, damit er ihn nicht bezahlen musste, zum Teil, weil er vergessen hatte, die Brüstungen zu bauen, die verlangt worden waren. Den Geist des Baumeisters soll man schon auf dem Dach spazieren gesehen haben.
Sowohl im 18. als auch im 20. Jahrhundert wurde die Burg erweitert, verfiel aber Anfang der 1970er-Jahre. Dann wurde sie als privates Wohnhaus renoviert. Historic Scotland hat Edinample Castle als historisches Bauwerk der Kategorie A gelistet.

## Architektur
Der Hauptblock hat drei Vollgeschosse und ein Dachgeschoss. Die Rundtürme an der Ost- und der Westecke haben vier Vollgeschosse. Auf der Nordseite der beiden Türme erheben sich ab dem ersten Obergeschoss Treppentürme in den Innenwinkeln mit dem Hauptblock. Die beiden Türme sind gleich hoch, aber etwas niedriger als der Hauptblock. Der Ostturm ist an der Südwestseite etwas abgeflacht; dort befindet sich der Eingang. Alle Türme und Tourellen haben konische Dächer.
Vom Eingang gelangt man in eine kleine Halle, von der aus eine Treppe mit Podest ins erste Obergeschoss führt. Von dort aus führen Wendeltreppen in den Treppentürmen zu den höheren Geschossen. Im Erdgeschoss des Ostturmes liegt ein Verlies, das durch eine Öffnung im Boden des 1. Obergeschosses zugänglich ist und in dem eine steinerne Bank und ein steinernes Becken angebracht sind. Im Erdgeschoss, das Gewölbedecken hat, liegen die Küche mit Herd und zwei kleine Nebentreppen zum 1. Obergeschoss. Der Rittersaal liegt im 1. Obergeschoss. Er ist, wie die kleineren Räume in diesem Stockwerk, mit einem offenen Kamin ausgestattet. Seine Decke ist bemalt.